# Para-hockey sur glace aux Jeux paralympiques de 2026
Navigation
Pékin 2022 Alpes françaises 2030
Les épreuves de hockey sur luge aux Jeux paralympiques d'hiver de 2026 se tiennent du 7 au 15 mars 2026 au PalaItalia de Milan en Italie.
Le tournoi est mixte, ou plutôt ouvert sachant qu'une équipe est composée de dix-sept athlètes masculins admissibles ou de dix-huit athlètes admissibles, dont au moins une athlète est une femme.

## Qualifications
Outre le pays d'hôte assuré de participer à la compétition, il y a deux façons d'être qualifié, soit par le classement des derniers championnats du monde, soit par le biais d'un tournoi de qualification
| Compétition                                  | Date           | Lieu      | Places | Qualifiés |
| -------------------------------------------- | -------------- | --------- | ------ | --------- |
| Pays hôte                                    | Pays hôte      | Pays hôte | 1      | Italie    |
| Championnat du monde de hockey sur luge 2025 | 24-31 mai 2025 | Buffalo   | 5      |           |
| Tournoi de qualification paralympique        | à définir      |           | 2      |           |

Le TQO sera disputé par les équipes classées 6, 7 et 8 du tournoi A des championnats du monde 2025 et les trois équipes les mieux classées du tournoi B.
Le pays hôte qualifie une équipe, sous réserve de participation aux Championnats du monde 2023 et 2025 (poule A ou B). Si le pays hôte se qualifie via la répartition de la poule A pour les Championnats du monde 2025, la place supplémentaire sera attribuée à l'équipe la mieux classée au troisième tour de qualification paralympique de 2025. Si le pays hôte est éligible et choisit de participer au tour de qualification paralympique de 2025, sa place est protégée et son classement ne sera pris en compte que pour le classement des Jeux paralympiques d'hiver de Milano Cortina 2026, conformément au règlement de la WPIH.
Le hockey sur luge concerne les athlètes handicapés de la partie inférieure du corps. Il n'y a pas de catégorisation précise.
Les équipes peuvent être mixtes sans que ce soit une obligation.

## Médaillés
| Or | Argent | Bronze |
|    |        |        |

## Calendrier
|  | Jour de compétition | F | Finale |

| Évènements      | Calendrier                                               | Calendrier           | Calendrier                                               | Calendrier                                               | Calendrier         | Calendrier                       | Calendrier                           | Calendrier           | Calendrier           | Calendrier |
| Évènements      | 7                                                        | 8                    | 9                                                        | 10                                                       | 11                 | 12                               | 13                                   | 14                   | 15                   |            |
| Évènements      | Mars 2026                                                |                      |                                                          |                                                          |                    |                                  |                                      |                      |                      |            |
| Hockey sur luge | 1er Tour 10:05-12:05 13:35-15:35 17:05-19:05 20:35-22:35 |                      | 1er Tour 10:05-12:05 13:35-15:35 17:05-19:05 20:35-22:35 | 1er Tour 10:05-12:05 13:35-15:35 17:05-19:05 20:35-22:35 |                    | Playoffs 15:05-17:05 19:05-21:05 | Demi-finales 15:05-17:05 19:05-21:05 | 7e place 12:05-14:05 | 3e place 12:05-14:05 |            |
| Hockey sur luge | 1er Tour 10:05-12:05 13:35-15:35 17:05-19:05 20:35-22:35 | 5e place 16:05-18:05 | 1er Tour 10:05-12:05 13:35-15:35 17:05-19:05 20:35-22:35 | 1er Tour 10:05-12:05 13:35-15:35 17:05-19:05 20:35-22:35 | Finale 16:05-18:05 | Playoffs 15:05-17:05 19:05-21:05 | Demi-finales 15:05-17:05 19:05-21:05 |                      |                      |            |

## Officiels
| Arbitres | Juges de ligne |
| -------- | -------------- |
|          | \| \| \|       |
|          |                |

## Résultats

### Tour préliminaire

#### Groupe A
| +001, |
| +002, |
| +003, |
| +004, |

- Qualifiés pour les demi-finales
- Qualifiés pour les quarts de finale

#### Groupe B
| +001, |
| +002, |
| +003, |
| +004, |

- Qualifiés pour les quarts de finale
- Match pour la 7e place

### Phase finale

#### Tableau
|  | Quarts de finale       | Quarts de finale |                        |                | Demi-finales   | Demi-finales   |  |  | Finale         | Finale         |
|  | Quarts de finale       | Quarts de finale |                        |                | Demi-finales   | Demi-finales   |  |  | Finale         | Finale         |
|  |                        |                  |                        |                |                |                |  |  |                |                |
|  | 12 mars, 15h05         | 12 mars, 15h05   |                        |                | 13 mars, 15h00 | 13 mars, 15h00 |  |  | 14 mars, 16h00 | 14 mars, 16h00 |
|  | 12 mars, 15h05         | 12 mars, 15h05   |                        |                | 13 mars, 15h00 | 13 mars, 15h00 |  |  | 14 mars, 16h00 | 14 mars, 16h00 |
|  | 12 mars, 15h05         | 12 mars, 15h05   |                        |                |                |                |  |  | 14 mars, 16h00 | 14 mars, 16h00 |
|  |                        |                  |                        |                |                |                |  |  | 14 mars, 16h00 | 14 mars, 16h00 |
|  |                        |                  |                        |                |                |                |  |  | 14 mars, 16h00 | 14 mars, 16h00 |
|  |                        |                  |                        |                |                |                |  |  | 14 mars, 16h00 | 14 mars, 16h00 |
|  | 13 mars, 19h00         |                  |                        |                |                |                |  |  |                |                |
|  | 12 mars, 19h00         |                  |                        |                |                |                |  |  |                |                |
|  |                        |                  |                        |                |                |                |  |  |                |                |
|  |                        |                  |                        |                |                |                |  |  |                |                |
|  |                        |                  |                        |                |                |                |  |  |                |                |
|  |                        |                  |                        |                |                |                |  |  |                |                |
|  |                        |                  |                        |                |                |                |  |  |                |                |
|  |                        |                  | Match pour la 3e place |                |                |                |  |  |                |                |
|  | Match pour la 5e place |                  |                        |                |                |                |  |  |                |                |
|  | 13 mars, 15h00         | 13 mars, 15h00   | 14 mars, 12h00         | 14 mars, 12h00 |                |                |  |  |                |                |
|  | 13 mars, 15h00         | 13 mars, 15h00   | 14 mars, 12h00         | 14 mars, 12h00 |                |                |  |  |                |                |
|  |                        |                  |                        |                |                |                |  |  |                |                |
|  |                        |                  |                        |                |                |                |  |  |                |                |
|  |                        |                  |                        |                |                |                |  |  |                |                |
|  |                        |                  |                        |                |                |                |  |  |                |                |

#### Détails des rencontres

##### Quarts de finale
| 12 mars |  | - |  |  |

| 12 mars |  | - |  |  |

##### Match de classement
septième place
| 14 mars |  | - |  |  |

cinquième place
| 14 mars |  | - |  |  |

##### Demi-finales
| 13 mars |  | - |  |  |

| 13 mars |  | - |  |  |

##### Match pour la troisième place
| 15 mars |  | - |  |  |

##### Finale
| 15 mars |  | - |  |  |

## Classement final
| Place                                  | Équipe |
| -------------------------------------- | ------ |
| Médaille d'or, Jeux paralympiques      |        |
| Médaille d'argent, Jeux paralympiques  |        |
| Médaille de bronze, Jeux paralympiques |        |
| 4                                      |        |
| 5                                      |        |
| 6                                      |        |
| 7                                      |        |
| 8                                      |        |